# Aleksandr Kokorin
Aleksandr Alexandrovitj Kokorin (ryska: Александр Александрович Кокорин), född 19 mars 1991, är en rysk fotbollsspelare som spelar för Aris Limassol, på lån från Fiorentina. 
Han var uttagen i Rysslands trupp vid fotbolls-EM 2012.

## Karriär
Den 21 januari 2021 värvades Kokorin av italienska Fiorentina. Den 31 augusti 2022 lånades han ut till cypriotiska Aris Limassol på ett säsongslån. I september 2023 blev Kokorin klar för ytterligare ett säsongslån till Aris Limassol.

## Incident
Den 7 oktober 2018 attackerade Kokorin tillsammans med Krasnodar-mittfältaren Pavel Mamajev två ryska regeringstjänstemän. Fotbollsspelarna slog tjänstemännen med en stol. Kokorin och Mamajev fångades på kamera när de misshandlade tjänstemannen på ett kafé i Moskva, enligt Gazeta. Timmar före den händelsen var Mamajev, Kokorin och några andra personer även involverade i en dispyt med en chaufför till en av programledarna på Pervyj Kanal. Chauffören fick en hjärnskada, näsfraktur och ansiktsskador efter många slag. 
Kokorin kom att arresteras i två månader. Kokorin förblev i fängelse tills rättegång inleddes den 9 april 2019. Den 8 maj 2019 dömdes han till 18 månaders fängelse. Han frisläpptes den 17 september 2019.